# Буряк, Александр Романович
Александр Романович Буряк — советский хозяйственный, государственный и политический деятель.

## Биография
Родился в 1922 году в Киеве. Член КПСС с 1945 года.
С 1940 года — на хозяйственной, общественной и политической работе. В 1940—1981 гг. — конструктор завода «Спецшвеймашина», участник Великой Отечественной войны, студент вечернего отделения Хабаровского института инженеров железнодорожного транспорта, работник Хабаровского института инженеров железнодорожного транспорта, на различных инженерно-технических должностях, секретарь парткома, директор завода «Энергомаш», начальник отдела, директор завода «Амурлитмаш», председатель Комсомольского-на-Амуре горисполкома, первый секретарь Комсомольского-на-Амуре горкома КПСС
Делегат XXIV, XXV и XXVI съездов КПСС.
Умер в Комсомольске-на-Амуре в 1981 году.
Почетный гражданин города Комсомольска-на-Амуре (май 1982)